# 伊尼雅利梅
24°28′37″S 35°01′49″E / 24.47694°S 35.03028°E

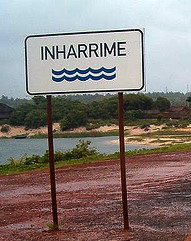

伊尼雅利梅（葡萄牙語：Inharrime），是莫桑比克的城鎮，位於該國東南部，由伊尼揚巴內省負責管轄，是伊尼雅利梅區的首府，該鎮居民使用葡萄牙語，2007年人口8,106。